# Раевка (Акмолинская область)
Раевка (каз. Раевка) — село в Шортандинском районе Акмолинской области Казахстана. Административный центр Раевского сельского округа. Код КАТО — 116855100.

## География
Село расположено на берегу реки Колутон, в центрально-западной части района, на расстоянии примерно 12 километров (по прямой) к западу от административного центра района — посёлка Шортанды.
Абсолютная высота — 330 метров над уровнем моря.
Климат холодно-умеренный, с хорошей влажностью. Среднегодовая температура воздуха отрицательная и составляет около -3,8°С. Среднемесячная температура воздуха в июле достигает +19,9°С. Среднемесячная температура января составляет около -14,6°С. Среднегодовое количество осадков составляет около 420 мм. Основная часть осадков выпадает в период с июня по август.
Ближайшие населённые пункты: село Новокубанка — на западе, село Егемен — на севере, посёлок Шортанды.
Близ села проходит автодорога областного значения — КС-4 «Жолымбет — Шортанды — Пригородное».

## История
Село (как Графское) появилось во время столыпинской реформы 1890-х и присутствует на картах 1905—1908 годов.
В послевоенные годы село входило в состав колхоза имени Ворошилова ("Победа") вместе с хутором Лукашевка (современный Егемен).

## Население
В 1989 году население села составляло 1064 человек (из них русские — 35%).

В 1999 году население села составляло 826 человек (376 мужчин и 450 женщин). По данным переписи 2009 года в селе проживали 804 человека (375 мужчин и 429 женщин).
| Численность населения | Численность населения | Численность населения |
| 1989                  | 1999                  | 2009                  |
| --------------------- | --------------------- | --------------------- |
| 1064                  | ↘826                  | ↘804                  |

## Инфраструктура
В селе функционируют:
- средняя школа
- дом культуры
- фельдшерско-акушерский пункт

## Улицы[10]
- микрорайон 1
- микрорайон 2
- переулок Бейбитшилик
- переулок Маншук Маметовой
- переулок Шокана Уалиханова
- ул. Абая
- ул. Набережная
- ул. Целинная